# Великогубское общество
Великогу́бское общество — сельское общество, входившее в состав Великогубской волости Петрозаводского уезда Олонецкой губернии.

## Общие сведения
Волостное правление располагалось в селении Великогубский погост с выселком Моглицов.
В настоящее время территория общества относится к Великогубскому и Шуньгскому сельским поселениям Медвежьегорского района Республики Карелия.

## Населённые пункты
Согласно «Спискам населённых мест Олонецкой губернии» по переписям за 1873 и 1905 годы общество состояло из следующих населённых пунктов:
| №  | Населённый пункт | Расстояние до волостного правления в вёрстах | По переписи 1873 года | По переписи 1873 года | По переписи 1905 года | По переписи 1905 года |
| №  | Населённый пункт | Расстояние до волостного правления в вёрстах | Количество семей      | Всего жителей         | Количество семей      | Всего жителей         |
| -- | --- | -------------------------------------------- | --------------------- | --------------------- | --------------------- | --------------------- |
| 1  | Погостская (Великогубский погост), включает Филимоновскую и Моглецовскую (Моглецы)                                                   | 0                                            | 28                    | 198                   | 36                    | 275                   |
| 2  | Тарасово (Тарасовская), включает Кобылинскую и Жеребовскую                                                                           | 1                                            | 17                    | 129                   | 23                    | 148                   |
| 2  | Верховье (Верховская), в переписи 1905 года включает Репный Посад как выселок                                                        | 1                                            | 20                    | 151                   | 30                    | 173                   |
|    | Репный посад, в переписи 1873 года включает Бережную и Кондо-Бережную                                                                | 1                                            | 32                    | 188                   |                       |                       |
| 4  | Кондо-Бережская | 3                                            |                       |                       | 31                    | 194                   |
| 5  | Сибова (Сибово) | 8                                            | 32                    | 185                   | 31                    | 240                   |
| 6  | Вегорукса, в переписи 1873 года: Посад, Раш-Поле, Яким-Поле, Векон-Поле; в переписи 1905 года: Посад, Вянишполь, Южный двор, Рашполь | 14                                           | 39                    | 306                   | 50                    | 389                   |
| 7  | Устрека (Усть-река) | 17                                           | 9                     | 59                    | 13                    | 82                    |
| 8  | Миж остров (Меж-остров, Чечулина) | 16                                           | 4                     | 57                    | 11                    | 67                    |
| 9  | Ламбас-ручья (Ламбас-ручей) | 15                                           | 10                    | 82                    | 16                    | 108                   |
| 10 | Лелик-озера (Лешкозеро, Восточное и Западное)                                                                                        | 10                                           | 10                    | 60                    | 12                    | 74                    |
| 11 | Селецкое (Ольховщина) | 15                                           | 14                    | 136                   | 22                    | 169                   |
| 12 | Грязная-Сельга | 26                                           | 11                    | 64                    | 15                    | 76                    |
| 13 | Черкасы (Черкасово, Ладмозеро) | 30                                           | 3                     | 21                    | 4                     | 47                    |
| 14 | Вигово (Виговская, Виг-Наволок) | 3                                            | 18                    | 131                   | 21                    | 139                   |
| 15 | Пегрема | 20                                           | 12                    | 96                    | 18                    | 116                   |
| 16 | Мягрозеро | 25                                           | 9                     | 77                    | 13                    | 66                    |
| 17 | Карас-озеро (Карас-Озерский Погост), включает Ведехино (Ведеханскую) и Чирнозеро                                                     | 20                                           | 24                    | 154                   | 33                    | 203                   |
| 18 | Барковиц (Барковицы) | 25                                           | 8                     | 66                    | 12                    | 88                    |
| 19 | Мунозеро | 23                                           | 7                     | 46                    | 9                     | 56                    |

## Религия
За православной общиной на территории общества — Великогубским приходом Петрозаводского благочиния — числились следующие культовые постройки:
- Церковь Святого Алексия, человека Божьего в Великой Губе — каменная постройка 1867 года,  Объект культурного наследия № 1001455000№ 1001455000.
- Часовня иконы Владимирской Божьей Матери в Усть-Реке — деревянная постройка 1908 года, не сохранилась.
- Часовня Святых Флора и Лавра в Верховье — деревянная постройка конца XVIII века (до 1770 года)[5], не сохранилась.
- Часовня иконы Спаса Нерукотворного в Вигове — деревянная постройка конца XVII века, перевезена в музей-заповедник «Кижи»,  Объект культурного наследия № 1010021065№ 1010021065.
- Часовня воздвижения Святого Креста (известна также как часовня преподобного Сампсона) в Кондобережской — деревянная постройка около 1887—1890 годов,  Объект культурного наследия № 1000448000№ 1000448000.

- Церковь святителя Николая в Вёгоруксе — деревянная постройка, первоначально сооружённая как часовня около 1750—1770 годов, в 1887 году преобразованная в церковь. В 1911 году в Вёгоруксинском кусте деревень образован Вёгоруксинский приход.  Объект культурного наследия № 1010106000№ 1010106000.

В Сибове имелась церковь введения во храм Богородицы, относившаяся к Кижскому приходу. Эта деревянная постройка XVIII века изначально была сооружена как часовня, а в 1865 году перестроена в церковь.  Объект культурного наследия № 1000462000. Сгорела в 1977 году.
Ряд культовых сооружений относились к Карас-Озерскому приходу Повенецкого благочиния (выделенному в XIX веке из Космозерского):
- Церковь Святых Кирика и Иулиты в Карасозере — деревянная постройка 1863 года, не сохранилась.
- Часовня преподобного Корнилия Палеостровского в Мягрозере — деревянная постройка 1916 года, не сохранилась.
- Часовня святителя Иоанна Златоуста в Барковицах — деревянная постройка 1916 года, не сохранилась.
- Часовня Апостола Иоанна Богослова в Черкасах — деревянная постройка 1914 года,  Объект культурного наследия № 1031153000№ 1031153000.
- Часовня Святого Георгия в Мунозере — деревянная постройка 1914 года,  Объект культурного наследия № 1030803000№ 1030803000.
- Часовня Казанской иконы Божьей Матери в Грязной Сельге — деревянная постройка 1780 года,  Объект культурного наследия № 1030801000№ 1030801000.
- Часовня Святого Дмитрия Солунского в Селецком — деревянная постройка 1753 года,  Объект культурного наследия № 1010036000№ 1010036000.

К Карас-Озерскому же приходу относился ряд часовен в деревнях соседних обществ: Кажемского (в Пурдеге) и Космозерского (в Шуньгской Губе, Узких и Быкове).
Несколько часовен относились к Космозерскому приходу Повенецкого благочиния:
- Часовня преподобного Варлаама Хутынского и трёх святителей в Пегреме — деревянная постройка около 1776 года, изначально относившаяся к Великогубскому приходу,  Объект культурного наследия № 1001457000№ 1001457000.
- Часовня иконы Божьей Матери «Неопалимая купина» в Мижострове — деревянная часовня постройки 1871 года, сгоревшая в 1902 году и отстроенная заново в 1904 году,  Объект культурного наследия № 1030806000№ 1030806000.
- Часовня Покрова Богородицы в Ламбасручье — деревянная постройка 1900—1905 годов, не сохранилась.
- Часовня Михаила Архангела в Большом Леликозере — деревянная постройка 1670-х годов, перевезена в музей-заповедник «Кижи»,  Объект культурного наследия № 1010021063№ 1010021063.